# Aeschlen bei Oberdiessbach
Aeschlen is een plaats en voormalige gemeente in het Zwitserse kanton Bern en maakt deel uit van het district Bern-Mittelland.